# Теорема Бондаревой — Шепли
В теории игр теорема Бондаревой — Шепли описывает необходимые и достаточные условия для непустоты ядра в кооперативной игре. В частности, ядро игры непусто тогда и только тогда, когда игра сбалансирована. Теорема была независимо сформулирована Ольгой Бондаревой и Ллойдом Шепли в 1960-х.

## Теорема
Пусть дана кооперативная игра {\displaystyle \;\langle N,v\rangle \;}, в которой {\displaystyle \;\;N\;} — множество игроков, а функция полезности {\displaystyle \;v:2^{N}\to \mathbb {R} \;} определена на множестве всех подмножеств {\displaystyle N}.

Ядро игры {\displaystyle \;\langle N,v\rangle \;} непусто тогда и только тогда, когда для любой функции {\displaystyle \alpha :2^{N}\setminus \{\varnothing \}\to [0,1],} где 

{\displaystyle \forall i\in N:\sum _{S\in 2^{N}:\;i\in S}\alpha (S)=1}

выполнено следующее условие:
{\displaystyle \sum _{S\in 2^{N}\setminus \{\emptyset \}}\alpha (S)v(S)\leq v(N).}